# No Surrender (2021)
No Surrender (2021) – gala wrestlingu, zorganizowana przez amerykańską federację Impact Wrestling, która była transmitowana za pomocą platformy Impact Plus. Odbyła się 13 lutego 2021 w Skyway Studios w Nashville. Była to trzynasta gala z cyklu No Surrender.
Karta walk składała się z dziewięciu pojedynków, w tym czterech o tytuły mistrzowskie. W walce wieczoru Rich Swann obronił Impact World Championship przeciwko Tommy’emu Dreamerowi, ponadto The Good Brothers (Karl Anderson i Doc Gallows) zachowali Impact World Tag Team Championship po wygranej nad The Privet Party (Isiah Kassidy i Marq Quen) oraz Chrisem Sabinem i Jamesem Stormem, Fire and Flava (Kiera Hogan i Tasha Steelz) utrzymały Impact Knockouts Tag Team Championship w Texas Tornado No Disqualification matchu z Havok i Nevaeh, T.J. Perkins pozostał Impact X Division Championem, pokonując Rohita Raju. Josh Alexander został pretendentem do walki o Impact X Division Championship, zwyciężając w innowacyjnym Triple Threat Revolver matchu.
Impact Wrestling zapowiedział współpracę z japońską federacją New Japan Pro-Wrestling (NJPW), podając informację, że w ich programie telewizyjnym – Impakcie! wystąpią FinJuice (Juice Robinson i David Finlay).

## Tło
No Surrender to coroczne wydarzenie wrestlingowe, organizowane przez Impact Wrestling. Początkowo, od 2005, gala odbywała się w formacie pay-per-view, następnie w latach 2013–2015 zatytułowano tak odcinki specjalne programu telewizyjnego federacji, Impactu!. Od 2019 wydarzenie jest emitowane na platformie Impact Plus jako część Impact Plus Monthly Specials.
No Surrender oferowało walki wrestlingu z udziałem różnych zawodników na podstawie przygotowanych wcześniej scenariuszy i rywalizacji, które są realizowane podczas cotygodniowych odcinków programu Impact!. Wrestlerzy odgrywają role pozytywnych (face) lub negatywnych bohaterów (heel), którzy rywalizują pomiędzy sobą w seriach walk mających budować napięcie.

## Rywalizacje

### The Good Brothers vs. Privet Party
W odcinku Impactu! z 19 stycznia Chris Sabin, członek The Motor City Machine Guns, domagał się od The Good Brothers, Impact World Tag Team Championów, walki rewanżowej o tytuły mistrzowskie. W wyniku nieobecności jego partnera drużynowego, Alexa Shelleya, nawiązał współpracę z Jamesem Stormem. Na podstawi współpracy Impact Wrestling i All Elite Wrestling (AEW) The Good Brothers zostali również wyzwani przez zawodników zaprzyjaźnionej federacji, Matta Hardy’ego i The Privet Party (Isiah Kassidy i Marq Quen). Tego samego wieczoru The Privet Party pokonali Sabina i Storma, zostając pretendentami do walki o Impact World Tag Team Championship. Zwycięstwo zapewniła im interwencja Jerry’ego Lynna, trenera zawodników AEW, który obserwował mecz wraz z Tonym Khanem, prezesem federacji z Jacksonville.

### Rich Swann vs. Tommy Dreamer
W odcinku Impactu! z 26 stycznia, Impact World Champion, Rich Swann, zaproponował Tommy’emu Dreamerowi walkę o tytuł mistrzowski ze względu na fakt, że wydarzenie przypadnie w rocznicę 50. urodzin Dreamera oraz za jego zasługi dla wrestlingu. Solenizant przyjął propozycję.

### TJP vs. Rohit Raju
Na Hard to Kill (16 stycznia) TJP, pod zamaskowaną postacią Manika, pokonał Rohita Raju i Chrisa Beya w obronie Impact X Division Championship. W czasie meczu Raju zdemaskował rywala, po czym w odcinku Impactu! z 2 lutego zwyciężył mistrza w Non Title matchu dzięki pomocy dawnego sojusznika z Desi Hit Squad, Mahabaliego Shery. Federacja zapowiedział, że ich walka rewanżowa o pas mistrzowski odbędzie się na No Surrender.

### Triple Threat Revolver match
Impact Wrestling ogłosił 4 lutego innowacyjny rodzaj pojedynku. W Triple Threat Revolver matchu uczestniczy ośmiu zawodników, lecz jednocześnie w ringu walczy trzech – przy każdej eliminacji przez odliczenie lub poddanie, osoba przegrana opuszcza walkę, a jej miejsce zajmuje kolejny wrestler. Taka sytuacja utrzymuje się do momentu, gdy każdy z ośmiu zawodników miał już swoją okazję, a ostatnia trójka rywalizuje w bezpośrednim Triple Threat matchu o zwycięstwo w całym spotkaniu. Federacja zapowiedziała udział Ace’a Austina, Blake’a Christiana, Chrisa Beya, Daivariego, Josha Alexandra, Suicide’a, Treya Miguela i Williego Macka.

## Karta walk
Zestawienie zostało opracowane na podstawie źródeł:
| Nr                                                                 | Walki* | Stypulacje                                                                                 | Czas  |
| ------------------------------------------------------------------ | --- | ------------------------------------------------------------------------------------------ | ----- |
| 1                                                                  | Decay (Black Taurus, Crazzy Steve i Rosemary) pokonali XXXL (Acey Romero i Larry D) i Tenille Dashwood (z Kalebem With a K)                                    | Six Person Tag Team match                                                                  | 7:57  |
| 2                                                                  | Brian Myers i Hernandez pokonali Eddiego Edwardsa i Matta Cordonę                                                                                              | Tag Team match                                                                             | 9:55  |
| 3                                                                  | Jake Something pokonał Deanera (z Erickiem Youngiem i Joem Doeringiem)                                                                                         | Singles match                                                                              | 10:23 |
| 4                                                                  | Josh Alexander pokonał Ace’a Austina, Blake’a Christiana, Chrisa Beya, Daivariego, Suicide’a, Treya Miguela i Williego Macka                                   | Triple Threat Revolver match o miano pretendenta do walki o Impact X Division Championship | 22:14 |
| 5                                                                  | Fire and Flava (Kiera Hogan i Tasha Steelz) (c) pokonały Havok i Nevaeh                                                                                        | Texas Tornado No Disqualification match o Impact Knockouts Tag Team Championship           | 9:17  |
| 6                                                                  | TJP (c) pokonał Rohita Raju (z Mahabalim Sherą) | Singles match o Impact X Division Championship                                             | 10:27 |
| 7                                                                  | Jordynne Grace, Jazz i ODB pokonały Deonnę Purrazzo, Kimber Lee i Susan                                                                                        | Six Knockout Tag Team match                                                                | 8:47  |
| 8                                                                  | The Good Brothers (Karl Anderson i Doc Gallows) (c) pokonali The Privet Party (Isiah Kassidy i Marq Quen) (z Mattem Hardym) oraz Chrisa Sabina i Jamesa Storma | Three Way Tag Team match o Impact World Tag Team Championship                              | 13:52 |
| 9                                                                  | Rich Swann (c) pokonał Tommy’ego Dreamera | Singles match o Impact World Championship                                                  | 15:21 |
| (c) – mistrz/mistrzyni przed walką*Karta może jeszcze ulec zmianie | |                                                                                            |       |